# Michael Hainz
Michael Hainz (* 2. Mai 1990 in Bruneck, Südtirol) ist ein ehemaliger italienischer Eishockeyspieler.

## Karriere
Michael Hainz begann seine Karriere als Eishockeyspieler in der Jugendabteilung des HC Pustertal. In der Saison 2008/09 bestritt er sein erstes Meisterschaftsspiel mit Pustertals Profimannschaft in der Serie A1. Bei seinem Debüt erzielte er zugleich sein erstes Profitor. In der folgenden Spielzeit absolvierte er weitere zwei Spiele für den HC Pustertal. Seine kurze Karriere ließ Hainz von 2010 bis 2011 beim italienischen Drittligisten HC Toblach ausklingen.

## Karrierestatistik
| 2008/09        | HC Pustertal   | Serie A1       | 1 | 1 | 0 | 1 | 0 | – | – | – | – | – |
| 2009/10        | HC Pustertal   | Serie A        | 2 | 0 | 0 | 0 | 0 | 0 | 0 | 0 | 0 | 0 |
| Serie A gesamt | Serie A gesamt | Serie A gesamt | 3 | 1 | 0 | 1 | 0 | 0 | 0 | 0 | 0 | 0 |

(Legende zur Spielerstatistik: Sp oder GP = absolvierte Spiele; T oder G = erzielte Tore; V oder A = erzielte Assists; Pkt oder Pts = erzielte Scorerpunkte; SM oder PIM = erhaltene Strafminuten; +/− = Plus/Minus-Bilanz; PP = erzielte Überzahltore; SH = erzielte Unterzahltore; GW = erzielte Siegtore; 1 Play-downs/Relegation; Kursiv: Statistik nicht vollständig)